# SYR3: Invito Al Ĉielo
SYR3: Invito Al Ĉielo från 1998 är en EP av Sonic Youth och den tredje i ordningen av bandets utgåvor av experimentella och mest instrumentala skivor som släpps på det egna skivbolaget SYR. Albumet bygger på esperanto.

## Låtlista
1. Invito Al Ĉielo - (En inbjudan till himlen)
2. Hungara Vivo - (Ungerskt liv)
3. Radio-Amatoroj - (Radioamatörer)